# Escudo de Herm
El escudo de Herm es el escudo oficial de la isla británica de Herm, situada en el archipiélago de las islas del Canal, en el canal de la Mancha. Consiste en un campo de azur terciado en barra de oro (fondo de color azul dividido por una banda descendente de color amarillo o dorado) cargada con tres figuras de monje de color sable o negro. En cada división figura un delfín heráldico de plata (color blanco).
En la parte inferior, en una cinta de oro cargada con letras de sable puede leerse el nombre de la isla en inglés.
Los tres monjes hacen referencia a la colonización de la isla por monjes benedictinos llegados desde Mont-Saint-Michel en el siglo XI y, posteriormente, por agustinos. El color azul simboliza el Canal de la Mancha y el amarillo o dorado la tierra de la isla. El escudo de Herm fue creado en 1953, y diseñado por el clérigo Major P. Wood. 
Los elementos del escudo han sido incorporados a la bandera de la isla.